# Лазорик Федір Семенович
Фе́дір Семе́нович Лазо́рик (* 1 квітня 1913, Бехерів Бардіївського округу, нинішнього Пряшівського краю — † 4 липня 1969, Братислава) — український письменник — поет, прозаїк, публіцист, збирач і публікатор фольклору в Словаччині, громадський та культурний діяч.
Псевдоніми — Федь Маковичанин, Смутножер, Дальнозір.

## З біографії
Друкуватися почав з 1926 року на сторінках дитячих журналів.
У 1932 році закінчив Пряшівську руську вчительську семінарію. Учителював в українських селах Східної Словаччини (с. Лютині — 1932) і Закарпаття (с. Руський Мочар на Великоберезнянщині — 1933—1940).
У 1935 р. пройшов строкову військову службу. Протягом 1940—1945 років працював у селі Млинарівці (Словаччина). У 1948 р. переїхав до Пряшева. Редагував часописи «Пряшівщина» (з 1945 року), «Дружно вперед», «Дукля», потім газету
«Нове життя». Активно займався культурним життям.
Був першим україномовним письменником на теренах Словаччини, котрий писав літературною мовою.
Його перу належать кілька книжок віршів й прози:
- вірші «Слово гнаних і голодних» — 1949,
- «Велика сила» — 1955,
- «Сніжні хризантеми» — 1968,
- «Карпатська замана» — 1971,

- збірок повістей «Світанок над селами» — 1953,
- «Вік наш фестивальний» — 1958, дитячі твори.
- краяни письменника віддпали йому належне виданням поважного двотомника, упорядкованого М. Романом (Федір Лазорик. Твори. Том перший — 1985. Том другий −1988).

Записував народні пісні — збірник «Співаночки мої», 1956, уклав буквар, читанку та підручник української мови для Східної Словаччини.
Помер 4 липня 1969 року у Братиславі.

## Творчість
Окремі видання:
- Лазорик Ф. Карпатська замана. — Пряшів: Словацьке педагогічне видавництво в Братиславі, відділ української літератури в Пряшеві, 1971. — 177 с.
- Розмова сторіч / В. Гренджа-Донський, Ф. Лазорик, І. Гриць-Дуда. — Bratislava, 1965. — 372 с.